# White Iverson
A White Iverson Post Malone amerikai rapper és énekes debütáló kislemeze, amit 2015. augusztus 14-én adott ki a Republic Records kiadón keresztül, első kislemezként Stoney (2016) című albumáról. Először Malone SoundCloud-fiókján jelent meg, 2015. február 4-én. Malone volt a dal producere és szerzője, FKi 1st és Rex Kudo közreműködésével. A Billboard Hot 100 slágerlistán legmagasabb pozíciója 14. volt. Ez a dal hozott először mainstream figyelmet az előadónak.

## Háttér
Post Los Angeles-be költözött 2015-ben és itt találkozott FKi 1st producerrel, aki bemutatta Rex Kudónak, aki segített neki elkészíteni a White Iversont. Post két nappal azt követően vette fel a dalt, hogy megírta. A dal címét azt követően találta ki, hogy Allen Iverson amerikai kosárlabdázóhoz hasonlóan fonatta be haját, azt gondolta úgy néz ki, mint a „fehér Iverson.” A kislemezt 2015 februárjában fejezték be és feltöltötték Malone SoundCloud-fiókjára. Az első hónapban egy milliószor hallgatták meg, felkeltette zenekiadók figyelmét. Ezt követően döntött úgy, hogy a Republic Records ajánlatát fogadja el.

## Videóklip
A dal videóklipjét 2015. július 19-én mutatták be Post Malone YouTube-csatornáján. Megjelenése óta több, mint 1 milliárd megtekintéssel rendelkezik a videó.
Post azt nyilatkozta a h3h3Productions podcast egyik epizódjában, hogy 5000 dollárba került a klip és egy nap alatt befejezték. Megosztotta azt is, hogy a Rolls-Royce Motor Cars kapcsolatba lépett vele a videó megjelenése után, azt mondva, hogy nem megfelelően használta az autót.

## Remixek
A dal hivatalos remixét 2015. december 7-én adták ki French Montana és Rae Sremmurd közreműködésével. Lil Wayne szintén kiadta a dal egy feldolgozását, Too Young címen, No Ceilings 2 mixtape-je részeként. Montana (300) szintén kiadta a dal remixét White Iverson/Milly Rock Remix címen.

## Slágerlisták
| Slágerlista (2015–2017)              | Legmagasabb pozíció |
| ------------------------------------ | ------------------- |
| Egyesült Királyság (UK Singles)      | 117                 |
| Írország (IRMA)                      | 91                  |
| Kanada (Canadian Hot 100)            | 41                  |
| Portugália (AFP Top 100 Singles)     | 71                  |
| US Billboard Hot 100                 | 14                  |
| US Hot R&B/Hip-Hop Songs (Billboard) | 5                   |
| US Mainstream Top 40 (Billboard)     | 27                  |
| US Rhythmic (Billboard)              | 1                   |

| Slágerlista (2016)                   | Pozíció |
| ------------------------------------ | ------- |
| US Billboard Hot 100                 | 65      |
| US Hot R&B/Hip-Hop Songs (Billboard) | 31      |
| US Rhythmic (Billboard)              | 29      |

## Minősítések
| Régió                                                            | Minősítés       | Eladott példányszám |
| ---------------------------------------------------------------- | --------------- | ------------------- |
| Brazília (Pro-Música Brasil)                                     | Aranylemez      | 30 000‡             |
| Dánia (IFPI Danmark)                                             | Platinalemez    | 90 000‡             |
| Egyesült Államok (RIAA)                                          | Gyémántlemez    | 10 000 000‡         |
| Egyesült Királyság (BPI)                                         | Platinalemez    | 600 000‡            |
| Kanada (Music Canada)                                            | 7× Platinalemez | 560 000‡            |
| Németország (BVMI)                                               | Aranylemez      | 200 000‡            |
| Olaszország (FIMI)                                               | Aranylemez      | 25 000‡             |
| Portugália (AFP)                                                 | Platinalemez    | 20 000‡             |
| ‡ Eladási+streaming példányszámok kizárólag a minősítés alapján. |                 |                     |